# Napei
Napeii au fost un trib căruia diverși specialiști îi atribuie origini diferite.
Napeii sunt considerați trib scitic de istorigraful grec Diodor din Sicilia (~90 - ~20 î.Hr.). Sciții erau un popor în răsăritul Daciei. 
Marele istoric roman Ammianus Marcellinus îi cataloga trib tauric, la care se întâlnea obiceiul prescitic al sacrificiilor umane aduse Marii zeițe pontice.
Scriitorul roman Plinius cel Bătrân (23 - 79) îi plasează pe napei în părțile asiatice ale Scythiei.
Vasile Pârvan, istoric român, emite două păreri despre originea napeilor:
- fie sunt un neam străvechi de origine tracă, ce locuiau în ținuturile din nordul  Mării Negre
- fie sunt chiar un trib geto-dac rătăcit spre răsărit, în Scythia, odată cu marea migrație getică din sec. IV î.Hr, sub presiunea germano-celtică. Celții erau un popor din apusul Daciei.